# Alessio Tacconi
Alessio Tacconi (Verona, 17 settembre 1977) è un politico italiano, deputato della XVII legislatura della Repubblica Italiana.

## Biografia
Nato a Verona, è cresciuto nel paese di Minerbe. Il padre, Bruno, è stato segretario comunale e consigliere comunale della Lega Nord nel comune di Minerbe. Dopo il conseguimento della maturità scientifica si è laureato nel 2002 in Ingegneria gestionale presso l'Università degli Studi di Padova. Nello stesso anno ha superato l'esame di abilitazione all'esercizio della professione di ingegnere. Nella sua carriera lavorativa si è specializzato nel settore degli acquisti strategici e della consulenza manageriale, ottenendo nel 2012 la certificazione di Certified Professional in Supply Management (CPSM) presso l'Institute for Supply Management.
Dopo una breve permanenza a Milano, nel 2008 si è trasferito a Zurigo, in Svizzera, per lavorare prima come responsabile acquisti presso una azienda commerciale e poi come consulente gestionale in una società di consulenza.

### Carriera politica
Dopo aver superato le "parlamentarie" del Movimento 5 Stelle svoltesi nel dicembre 2012, è candidato alle elezioni politiche del 2013. Viene eletto come unico deputato del Movimento 5 Stelle nella circoscrizione elettorale Estero, ottenendo 12.557 preferenze nella ripartizione Europa.
È stato tra i primi parlamentari eletti nel M5S a criticare pubblicamente le scelte politiche del proprio gruppo, nonché alcune delle regole interne del partito, tra cui quella della restituzione della diaria percepita. In aperto disaccordo circa l'espulsione di quattro senatori, il 27 febbraio 2014 ha lasciato il Movimento 5 Stelle per passare al gruppo misto.
Il 13 aprile 2015 ha aderito al Partito Democratico.
Alle elezioni politiche del 2018 è candidato per la Camera dei Deputati nella Circoscrizione Estero, Ripartizione Europa, nella lista del Partito Democratico risultando il primo dei non eletti con 11.754 preferenze totali.
Dal 2018 al 2024 è stato Presidente della Federazione del Partito Democratico in Svizzera.

#### Attività politica
È stato membro della III Commissione Affari Esteri e Comunitari dal 7 maggio 2013. È stato, inoltre, membro della Giunta per le Autorizzazioni e del Comitato Parlamentare per i Procedimenti d'Accusa dal 7 maggio 2013 al 19 marzo 2014.
La sua attività politica si è concentrata soprattutto su iniziative a favore degli italiani residenti all'estero e su temi ambientalisti e di benessere degli animali. Numerosi suoi atti parlamentari vanno in difesa dei servizi verso le comunità dei connazionali all'estero, come il mantenimento delle presenze consolari e dei corsi di lingua e cultura italiana nel mondo.
Tra maggio e giugno 2014 ha depositato due proposte di legge, condivise e sottoscritte trasversalmente da molti colleghi deputati eletti all'estero, in materia di esercizio del diritto di voto da parte degli elettori italiani residenti all'estero per l'elezione dei membri del Parlamento italiano, per il voto per i referendum e per l'elezione dei membri del Parlamento europeo spettanti all'Italia.
Nell'agosto 2014 la presentazione di una sua interpellanza che chiedeva un intervento urgente al Ministero dell'Ambiente per far rispettare il decreto di chiusura del delfinario di Rimini (in quanto non venivano rispettati i minimi parametri previsti dalla direttiva europea 1999/22 e dal relativo decreto legislativo 73-2005) ha indotto il Ministro dell'Ambiente a diffidare il parco faunistico Zoo Safari di Fasano a recuperare immediatamente le tre otarie date in prestito temporaneo al delfinario stesso per la loro esibizione in spettacoli acquatici. Successivamente a tale provvedimento, il decreto ministeriale del 5 dicembre 2014 ha negato definitivamente la concessione di licenza di giardino zoologico al delfinario di Rimini.
A seguito della decisione del Ministero degli Esteri di indire nuove elezioni dei Comites (Comitati degli Italiani all'Estero) il 19 dicembre 2014 (poi posticipate al 18 aprile 2015), ha espresso la sua volontà a sostenere l'iniziativa ed a contribuire alla buona riuscita dell'elezione stessa, manifestando comunque perplessità sulle modalità e le tempistiche della decisione. Dopo il rinvio, ha a più riprese sollecitato il Governo a riaprire i termini per la presentazione delle liste nelle 24 circoscrizioni in cui le elezioni erano state annullate per mancanza di liste ammesse, presentando anche una interpellanza al riguardo, richiesta successivamente accolta dall'esecutivo. In numerosi interventi in Commissione Affari Esteri sia in Aula, ha sostenuto la necessità di una completa riforma degli organi di rappresentanza dei connazionali all'estero.
La tassazione degli immobili in territorio italiano posseduti da cittadini Italiani residenti all’estero è stata uno dei principali temi al centro del suo impegno politico e oggetto di numerosi atti parlamentari per chiedere, prima, la semplificazione dei criteri di esenzione per i pensionati iscritti all'AIRE (Anagrafe degli italiani residenti all'estero) e, poi, l’estensione dell’esenzione IMU e TASI a tutti i cittadini italiani (pensionati e non) residenti all’estero e regolarmente iscritti all’AIRE.  La sua proposta di legge, presentata il 18 febbraio 2016, è stata sottoscritta a livello trasversale da oltre 50 deputati.
Similmente, ha presentato vari atti parlamentari per impegnare il governo a introdurre l’esenzione dal pagamento del canone TV per gli italiani residenti all’estero, iscritti all’AIRE e proprietari di un’abitazione in Italia, che non solo non usufruiscono dei servizi radiotelevisivi nazionali se non per pochi giorni l’anno, ma che, spesso, per accedere ai programmi delle televisioni italiane all’estero devono già pagare un analogo canone nei Paesi esteri di residenza.